# Pivdenne (oblast de Donetsk)
Pivdenne (en ukrainien : Південне, en russe : Пивденное, Pivdennoïe) est une commune urbaine de l'est de l'Ukraine, dans l'oblast de Donetsk, dépendante du raïon de Bakhmout. Jusqu'en 2016, la commune s'est appelée Leninske. Elle était peuplée de 1404 habitants en 2022.

## Géographie
La commune se trouve sur la rive nord de la rivière Zalizna, petit affluent de rive droite de la rivière Krivyï Torets, dans le bassin hydrographique de la rivière Donets, principal affluent du fleuve Don. Elle est située dans une zone de conurbation autour des villes industrielles de Toretsk et de Zalizne. Elle se trouve à 41 km au nord de la ville de Donetsk.